# Maline (Živinice, BiH)
Maline su naselje u općini Živinice, Federacija BiH, BiH.

## Povijest
Maline su bile posjed begova Kulovića koji su ovdje većinom živjeli, a na povremeno su ljeti odlazili na Bukinje.
U FNRJ je naselje Par Selo podijeljeno na Par Selo Donje i Par Selo Gornje. Na popisima 1971. i 1981. godine Maline su postojalo kao samostalno naselje. Par Selo Donje preimenovano je u Spreču 1981. godine (Sl.list SRBIH, 28/81), odnosno s naseljem Malinama spojeno u naselje Spreča.
U Malinama je danas benzinska postaja i poslovna zona.